# Богићевићи (породица)
Богићевићи воде порекло од војводе јадранског Антонија Богићевића, (око 1758—1813).
Војвода Антоније - Анта Богићевић је прадеда краља Милана, по кћерки Томанији Обреновић, рођ. Богићевић, удатој за господар Јеврема Обреновића, а чукундеда краљ Александра Обреновића и кнегиње Наталије Петровић - Његош, рођ. Константиновић.

### Порекло
Богићевићи су пореклом из Дробњака

### Војвода јадранске кнежине Антоније Богићевић
Војвода јадранске кнежевине (од 1806) Антоније Анта Богићевић, родом је из Клубаца, рађевинска кнежина сокоске, односно зворничке нахије. Жена му је била Анђелија, кћи Боже Драгићевића и једне од сестара Јована Љубинковића из Руњана.
Војводи Антонију Богићевићу, по кћерки Томанији Обреновић, рођ. Богићевић удатој за господар Јеврема Обреновића и унуку Милошу Обреновићу, праунук је краљ Милан.
Војвода јадранске кнежине Антоније Анта Богићевић имао је синове војводу Богосава Боју Богићевића и потпуковника Милоша Богићевића, и кћерке Томанију удату за господар Јеврема Обреновића и још једну кћерку удату за капетана Ђуку Стојићевића, млађег брата поцерског војводе Милоша Стојићевића Поцерца. Осим тога имао је и сина Спасоја који је изгледа рано преминуо и њему у спомен је подарио Анта Богићевић једно звоно зворничкој цркви.

### Војвода јадранске кнежине Богосав Богићевић
После смрти војводе Антонија Богићевића, који је сахрањен у шанцу (утврђењу) у Лозници, 1813. Карађорђе је на његово место поставио његовог старијег сина војводу Богосава Богићевића.

### Потомство Томаније Обреновић, рођ. Богићевић
Кћерка војводе Антонија Богићевића, Томанија Обреновић, рођ. Богићевић баба је по оцу краљу Милану Обреновићу и прабаба краљу Александру Обреновићу.

#### Анка Константиновић рођ. Обреновић
Кћерка војводе Антонија Богићевића Томанија Обреновић, са звањем Светла Госпођа, имала је, поред Милоша Обреновића, ожењеног румунском бољарком из породице Катарџи, чији син јединац је краљ Милан и кћерке Анку Константиновић, рођ. Обреновић и Симеону Герман и Јелену Хадија.
Кћерка Анке Константиновић и унука Томаније Обреновић је Катарина Блазнавац рођ. Константиновић, вереница кнеза Михаила, која је касније са генералом Миливојем Блазнавцем имала сина Војислава и кћерку Милицу.
Катарина Блазнавац, рођ. Константиновић се други пут удала за блиског рођака Михаила Богићевића, сина Милоша Богићевића и унука војводе Антонија Богићевића, чија је она била праунука.
Син Анке Константиновић, рођ. Обреновић и брат Катарине Блазнавац рођ. Константиновић је пуковник Александар Константиновић, командант Краљеве гарде, чија кћерка је Наталија Петровић Његош са кнезом Мирком Петровићем Његошем, сином краља Николе имала пет синова.
Кћерка војводе Антонија Богићевића и жена господар Јеврема Обреновића, госпођа Томанија Обреновић, усвојила је сина рано преминулог војводе Цинцар-Марка Костића, Константина — Косту Цинцар-Марковића, касније пуковника и шабачког окружног начелника, оца генерала Цинцар-Марковића, председника министарског савета 1902-1903.

##### Пуковник Александар Константиновић, командант Краљеве гарде
Син Анке Константиновић, рођ. Обреновић и брат Катарине Блазнавац рођ. Константиновић је пуковник Александар Константиновић, командант Краљеве гарде, чија кћерка је Наталија Петровић Његош са кнезом Мирком Петровићем Његошем, сином краља Николе имала пет синова.

###### Кнез Михаило М. Петровић Његош, војвода од Грахова и Зете
Кнез Михаило Петровић Његош, војвода од Грахова и Зете био је син кнеза Мирка Петовића Његуша и кнегиње Наталије Петровић Његуш, рођ. Константиновић. Највероватније добио име по кнезу Србије Михаилу, ујаку своје мајке. Његов син је данашњи претендент на црногорски престо кнез Никола Петровић Његош

### Потомство потпуковника Милоша Богићевића
Млађи син војводе Анте Богићевића је потпуковник Милош Богићевић, капетан среза јадранског, шабачки окружни начелник, 2. градоначелник (управник) Београда, помоћник министра унутрашњих послова. Као присталица катанске побуне против Карађорђевића, стрељан у Шапцу 1844.
Потпуковник Милош Богићевић имао је са Анђелијом Лукачевић, кћерком трговца из Подгорице Василија Лукачевића који се доселио у Шабац, и Владиславе Ненезић, као и сестром пуковника Јована Лукачевића ожењеног Машенком Ненадовић, и сестром Марије Магазиновић, мајке Стевана Магазиновића и Косте Магазиновића, синове генерала Антонија Богићевића, министра, Милана Богићевића, министра и Михаила Богићевића, као и кћерку Катарину удату за капетана Милана Даниловића.

#### Генерал Антоније Богићевић
Генерал Антоније Богићевић, син потпуковника Милоша Богићевића и унук војводе Антонија Богићевића, био је министар војни и кнежев ађутант.
У другом браку био је ожењен Маријом Хаџи-Томином, кћерком Хаџи-Томе, па је био и члан породице Хаџи-Томини. Пашенози су му били Јован Ристић, намесник кнежевског и краљевског достојанства, председник министарског савета и министар унутрашњих послова и посланик, Филип Христић, кнежевски представник (председник владе) и посланик и Радивоје Милојковић, министар унутрашњих послова.
Генерал Антоније Богићевић и Марија Богићевић имали су сина Божидара и кћерке Јелену и Стану.
- Божидар Богићевић, официр. Нема потомства.
- Стана Богићевић била је удата за Професора Ђорђа Станојевића и са њим имала три ћерке: Наталију, Јулку и Јелку, и сина Милоша.
- Јелена Богићевић била је од 1912. удата за генерала Милутина Мариновића, министра војног, проф. Војне академије, војног изасланика у иностранству. Генерал Милутин Мариновић (1861-1941), син Петра Мариновића, среског начелника (рођеног у Дубровнику 1819) и Данице рођ. Синђелић, завршио је Нижу и Вишу школу Војне академије у Београду, официрску школу Оранијенбаум у Петрограду, и генералштабну припрему. Као министар војни извршио је 1910. наоружавање војске митраљезима „максим“. Био је прво ожењен Јеленом Ленком кћерком Јеврема Андоновића, министра правде.[8].

#### Михаило Богићевић (1843-1899)
Михаило Богићевић (1843-1899), министар грађевина и председник београдске општине, син потпуковника Милоша Богићевића и унук војводе Антонија Богићевића, оженио се Катарином Блазнавац, рођ. Константиновић (1848—1910), удовицом генерала Миливоја Блазнавца и некадашњом вереницом кнеза Михаила, којој је био ујак у другом колену.
Нису имали деце.

#### Милан Богићевић (1840-1929)
Милан Богићевић, син потпуковника Милоша Богићевића и унук војводе Антонија Богићевића, био је министар спољних послова Краљевине Србије. У договору са краљем Миланом уговорио је 1900. венчање између краља Александра Обреновића и немачке принцезе Александре фон Шаумбург-Липе, али је краљ Александар изненада објавио своју веридбу са дворском дамом Драгом Машин. Не слажући се са краљевом намером, као и већина других рођака краља Александра, Милан Богићевић одмах је поднео оставку на место министра спољних послова.
Милан Богићевић био је ожењен Перком Богићевић, рођ. Барловац, кћерком Михаила Барловца, маршала двора кнеза Михаила, председника београдске општине, државног саветника.
Милан и Перка Богићевић имали су сина др. Милоша Богићевића.

##### Др Милош М. Богићевић
Милош М. Богићевић, др. права, дипломата, отправник послова у Берлину. Објавио више стручних радова из области јавног права, углавном у иностранству. Он је Немцима 1916, под неразјашњеним околностима понудио сепаратни мир са Србијом. Убијен је у Берлину, под нејасним околностима, 1938.

#### Богатинчевићи
Катарина Богићевић, кћерка потпуковника Милоша Богићевића и унука војводе Антонија Богићевића, удала се за капетана Милана Даниловића, родом из Уба. Њихова кћерка - јединица је Цана Богатинчевић, рођ. Даниловић била удата за коњичког потпоручника Михаила Богатинчевића, Карађорђевог праунука, сина Теодора Теје Богатинчевића, трговца из Шапца и Јелке Бојанић, кћерке Теодора Тоше Бојанића, барјактара војводе поп Луке Лазаревића и Саре Карађорђевић, Карађорђеве кћерке.. Тако су Карађорђевићи и Обреновићи у овом случају, посредно, дошли у сродство.
Цана Богатинчевић је била позната у Београду, између осталог, по томе што је била један од најбољих јахача.
Коњички потпоручник Михаило Богатинчевић и Цана Богатинчевић, рођ. Даниловић нису имали деце.

### Стојићевићи
Једна кћерка војводе јадарског Антонија Богићевића, сестра војводе Богосава, Томаније Обреновић и Милоша Богићевића, била је удата за капетана поцерског Ђуку Стојићевића Поцерца, млађег брата војводе поцерске кнежине Милоша Стојићевића Поцерца и војводе поцерске кнежине Јанка Стојићевића Поцерца.
Капетана поцерског Ђуку Стојићевића Поцерца, убиле су присталице кнеза Милоша, у време Катанске буне 1844. у Шапцу.

### Породичне куће и имања
Богићевићи су у Шапцу имали више имања, локала и кућа.
У Београду Михаило Богићевић живео је са Катарином Богићевић, удовицом генерала Миливоја Блазнавца, рођ. Константиновић у кући њене бабе, а његове тетке госпође Томаније Обреновић, рођ. Богићевић на углу Теразија и Скопљанске (данас Нушићеве) улице.
Генерал Антоније Богићевић имао је кућу у улици Милоша Великог.

### Занимљивости
О Богићевићима пише Слободан Јовановић: „Као што су у ваљевској нахији Карађорђевићи били јаки због родбинских веза с тамошњом првом породицом, Ненадовићима, тако су у Мачви Обреновићи били јаки због родбинских веза с тамошњом првом породицом, Богићевићима. Жена Јевремова, „госпоја Томанија“ била је од тога рода".

### Сродство
Богићевићи су били у сродству са Обреновићима, Петровићи Његошима, Константиновићима, Хаџи-Томинима, Богатинчевићима, односно Бојанићима, Барловцима, односно Баба-Дудићима и др.